# Forever Changes
Forever Changes je třetí studiové album americké rockové skupiny Love. Jeho nahrávání probíhalo od června do září 1967 v Sunset Sound Recorders v Hollywoodu. Album pak vyšlo v listopadu 1967 u vydavatelství Elektra Records. Jeho producenty byli Bruce Botnick a Arthur Lee. Jde o poslední album, na kterém se podíleli Johnny Echols, Bryan MacLean, Michael Stuart-Ware a Ken Forssi; na dalších albech hrál z původní sestavy již jen Arthur Lee. V žebříčku 500 nejlepších alb všech dob časopisu Rolling Stone se album umístilo na 40. místě.

## Seznam skladeb
Autorem všech skladeb je Arthur Lee, pokud není uvedeno jinak.
| Strana 1 (LP) | Strana 1 (LP)                  | Strana 1 (LP) |
| Pořadí        | Název                          | Délka         |
| ------------- | ------------------------------ | ------------- |
| 1.            | Alone Again Or (Bryan MacLean) | 3:16          |
| 2.            | A House Is Not a Motel         | 3:31          |
| 3.            | Andmoreagain                   | 3:18          |
| 4.            | The Daily Planet               | 3:30          |
| 5.            | Old Man (Bryan MacLean)        | 3:02          |
| 6.            | The Red Telephone              | 4:46          |

| Strana 2 (LP)  | Strana 2 (LP)                                                     | Strana 2 (LP) |
| Pořadí         | Název                                                             | Délka         |
| -------------- | ----------------------------------------------------------------- | ------------- |
| 1.             | Maybe the People Would Be the Times or Between Clark and Hilldale | 3:34          |
| 2.             | Live and Let Live                                                 | 5:26          |
| 3.             | The Good Humor Man He Sees Everything Like This                   | 3:08          |
| 4.             | Bummer in the Summer                                              | 2:24          |
| 5.             | You Set the Scene                                                 | 6:56          |
| Celková délka: | Celková délka:                                                    | 42:51         |

## Obsazení
Love
- Arthur Lee – zpěv, kytara
- Johnny Echols – kytara
- Bryan MacLean – kytara, zpěv
- Ken Forssi – baskytara
- Michael Stuart – bicí, perkuse

Ostatní hudebníci
- David Angel – aranžmá, orchestrace
- Neil Young – aranžmá
- Robert Barene – housle
- Arnold Belnick – housle
- James Getzoff – housle
- Marshall Sosson – housle
- Darrel Terwilliger – housle
- Norman Botnick – viola
- Jesse Ehrlich – violoncello
- Chuck Berghofer – kontrabas
- Bud Brisbois – trubka
- Roy Caton – trubka
- Ollie Mitchell – trubka
- Richard Leith – pozoun
- Carol Kaye – baskytara
- Don Randi – klavír
- Billy Strange – kytara
- Hal Blaine – bicí